# ОШ „Јован Цвијић” Лозница
ОШ „Јован Цвијић” основна школа у Лозници. Школа се налази у улици Његошева 20.

## Историјат
Основна школа "Јован Цвијић" у Лозници почиње са радом 1953. године. Ово је друга осмогодишња школа у Лозници, након Основне школе "Анта Богићевић". Новосаграђена школска зграда која је располагала са 15 просторија (9 учионица, 1 кабинет, 3 канцеларије, просторија за огрев и пространи таван за магацин) 15. фебруара 1954. године примила је 368 ученика и од првог до четвртог разреда у 10 одељења и 10 наставника са директором Радомиром Васиљевићем. Ученици и наставници нове школе издвојени су из Осмогодишње школе "Анта Богићевић" 8. децембра 1953. године, а наставу Првог полугодушта школске 1953/54. године издвојили по привремено адаптираним просторијама у Лозници (подруми, шупе, чардаци).
Други важан моменат је свечаност у школи у Лозници 23.септембар 1954. године поводом 10-то годишњице ослободјења Лознице. Тим поводом школа добија спортске терене, пространи парк величине око 2ха са 60 клупа,а испред улаза зграде постављена-биста Јована Цвијића,рад Дејана Богдановића,академског вајара из Београда. У школском парку постављене су бисте још двојици великана Јадра које је урадио наведени вајар: Буку Карађићу и Анти Богићевићу. У школи је на крају школске 1954/55. године за ученике осмих разреда организован Први нижи течајни испит из српског језика, математике, историје и географије.
У том периоду веома успешно при школи делују: литерарно-драмска дружина, ликовна, спортска секција, хор, а од 2 априла 1957. године и ђачка задруга "Младост" као производна организација школе у јединственом систему васпитно-образовног процеса.
Школске 1957/58. године реорганизацијом школа на подручју општине Лозница ОШ "Јован Цвијић" придодата су и физички издвојена одељења у Клупцима (данас ОШ „Доситеј Обрадовић“) и Воћњак која данас узива исти статус - четворогодишње школе. У првој девенији њеног постојања на пољу васпитног-образованог рада проглашена је за Огледну основну школу у Србији. Завод за унапредјивање школства ХП Србије својом одлуком бр. 346 од 13. марта 1959. године вредновао је квалитет рада школе као узор просвете у Србији.
Током 60-тих година прошлог века дограђен је спрат и на другом делу школске зграде. Школа добија филскултурну салу,амбуланту,библиотеку, ђачку радионицу, пионирски дом и базен за ученике школе на реци Штири.
Први сабор ђачког задругарства Југославије одржан у школи и Лозници у периоду од 28 до 31. маја 1964.године.
Велики догадјај за школу је био 12. октобар 1965. године када је у Лозници, Бањи Ковиљачи и Београду одржана Републичка прослава 100. годиштињице рођења Јована Цвијића.
Седамдесетих година замире рад ђачког задругарства. Школа добија нове циљеве и правце у васпитно-образовном процесу. Подизањем новог дела школске зграде 1974. године са 6. учионица,просторијама за боравак ученика нижих разреда, модерне кухиње са трпезаријом у школи  побојшавају се услови рада. 